# Joshua Getz
Joshua Getz (7 de mayo de 1990) es un deportista estadounidense que compitió en remo. Ganó una medalla de bronce en el Campeonato Mundial de Remo de 2013, en la prueba de ocho con timonel ligero.

## Palmarés internacional
| Campeonato Mundial | Campeonato Mundial      | Campeonato Mundial | Campeonato Mundial      |
| Año                | Lugar                   | Medalla            | Prueba                  |
| ------------------ | ----------------------- | ------------------ | ----------------------- |
| 2013               | Chungju (Corea del Sur) | Medalla de bronce  | Ocho con timonel ligero |